# Flore des dunes d'Aquitaine
Le cordon dunaire des Landes de Gascogne est un biotope particulier, à relativement faible diversité botanique. Le tableau suivant recense les espèces végétales qui vivent sur la frange littorale des départements de la Gironde et des Landes, classées de la plage à la forêt.

## Le milieu
La végétation est adaptée aux conditions naturelles difficiles qui y règnent : forte salinité, puissance du vent, impact des grains de sable, sol mouvant et minéral. Ces facteurs décroissent au fur et à mesure qu'on se déplace d'ouest en est, de la plage à la forêt, rendant possible une plus grande diversité d'espèces. On découpe artificiellement la zone en bandes parallèles à la plage :
- le haut de plage, riche en matière organique apportée par la mer et à très forte salinité : flore halo-nitrophile
- l'avant dune, monticules de sable éolien
- la dune blanche, cordon de dune mobile de sable : flore psammophile
- la dune semi-fixée, où l'accumulation et les mouvements sableux se réduisent
- la dune grise et la lette (dépression) grise, fixées, abritées du vent, plus riches en matière organique
- la frange forestière

## Liste des principales plantes des dunes
| Biotope                | Illustration | Nom vernaculaire                                                                | Nom latin                       |
| ---------------------- | ------------ | ------------------------------------------------------------------------------- | ------------------------------- |
| Haut de plage          |              | Soude brûlée                                                                    | Salsola kali                    |
| Haut de plage          |              | Cakilier maritime (ou Roquette de mer)                                          | Cakile maritima                 |
| Haut de plage          |              | Arroche marine (ou Épinard de mer)                                              | Atriplex laciniata L.           |
| Avant-dune             |              | Euphorbe maritime                                                               | Euphorbia paralias L.           |
| Avant-dune             |              | Pourpier de mer Protégé en Aquitaine                                            | Honkenya peploides              |
| Dune blanche           |              | Oyat (ou Gourbet)                                                               | Ammophila arenaria              |
| Dune blanche           |              | Agropyron (ou Chiendent des sables)                                             | Elymus farctus                  |
| Dune blanche           |              | Panicaut de mer Protégé dans les Pyrénées-Atlantiques                           | Eryngium maritimum              |
| Dune blanche           |              | Liseron des dunes                                                               | Calystegia soldanella           |
| Dune blanche           |              | Criste marine (ou Perce-pierre) Protégé dans les Landes                         | Crithmum maritimum L.           |
| Dune blanche           |              | Diotis maritime Protégé en Aquitaine                                            | Otanthus maritimus              |
| Dune blanche           |              | Gaillet des sables                                                              | Galium arenarium                |
| Dune blanche           |              | Silène de Thore Protégé dans les Pyrénées-Atlantiques                           | Silene thorei                   |
| Dune semi fixée        |              | Armoise de Lloyd Protégé en Aquitaine                                           | Artemisia campestris L.         |
| Dune semi fixée        |              | Linaire à feuilles de thym Inscrit au livre rouge de la flore menacée en France | Linaria thymifolia              |
| Dune semi fixée        |              | Lotier corniculé                                                                | Lotus corniculatus              |
| Dune semi fixée        |              | Bugrane rampante                                                                | Ononis repens ssp. maritima     |
| Dune semi fixée        |              | Renouée maritime                                                                | Polygonum maritimum             |
| Dunes et lettes grises |              | Immortelle des dunes                                                            | Helichrysum stoechas            |
| Dunes et lettes grises |              | Porcelle enracinée ou « salade de porc »                                        | Hypochoeris glabra              |
| Dunes et lettes grises |              | Canche blanchâtre                                                               | Corynephorus canescens          |
| Dunes et lettes grises |              | Moutarde giroflée                                                               | Coincya monensis ssp. recurvata |
| Dunes et lettes grises |              | Silène de Porto Protégé en Aquitaine                                            | Silene portensis                |
| Dunes et lettes grises |              | Centaurée rude                                                                  | Centaurea aspera                |
| Dunes et lettes grises |              | Queue de lièvre (ou Lagure ovale)                                               | Lagurus ovatus                  |
| Dunes et lettes grises |              | Porcelle enracinée (ou Salade de porc)                                          | Hypochoeris radicata            |
| Dunes et lettes grises |              | Jasione maritime (ou Herbe à midi)                                              | Jasione montana var. maritima   |
| Dunes et lettes grises |              | Rose pimprenelle                                                                | Rosa pimpinellifolia            |
| Dunes et lettes grises |              | Alysson maritime (ou Corbeille d'argent)                                        | Lobularia maritima              |
| Dunes et lettes grises |              | Griffes de sorcière                                                             | Carpobrotus edulis              |
| Dunes et lettes grises |              | Yucca                                                                           | Yucca gloriosa                  |
| Dunes et lettes grises |              | Bruyère à balai, brande                                                         | Erica scoparia                  |
| Frange forestière      |              | Pin maritime                                                                    | Pinus pinaster                  |
| Frange forestière      |              | Arbousier                                                                       | Arbutus unedo                   |
| Frange forestière      |              | Tamaris commun                                                                  | Tamarix gallica                 |